# Про проведення спеціальної воєнної операції
«Про проведення спеціальної воєнної операції» — звернення президента Росії Володимира Путіна до росіян від 24 лютого 2022 року, що відбулося перед вторгненням Росії в Україну. Метою звернення було підготувати громадську думку, розповісти про мотиви президента перед вторгненням в Україну[⇨], однак фактична точність та ідеологічна спрямованість промови зазнали численних спростувань та критики[⇨]. Як виправдання вторгнення Володимир Путін використав у промові  хибне уявлення України як неонацистської держави, представляючи вторгнення як «денацифікацію» України.

## Звернення
24 лютого 2022 року о 04:30 за київським часом російські державні телевізійні канали розпочали трансляцію звернення президента Російської Федерації Володимира Путіна, який оголосив про початок «спеціальної воєнної операції» в Донбасі, посилаючись на 51 статтю Статуту ООН, рішення Ради Федерації та договори з ДНР та ЛНР. Після цього російські війська увійшли на територію України. Договори з ДНР та ЛНР, на які посилався Путін, набули чинності 25 лютого і не мали юридичної сили на момент вторгнення.
На завершення звернення Путін застеріг треті країни від втручання в конфлікт, заявивши, що «відповідь Росії буде негайною і призведе вас до таких наслідків, з якими ви у своїй історії ще ніколи не стикалися».
Звернення Путіна вийшло в ефір під час екстреного засідання Ради безпеки ООН щодо ситуації в Україні, що розпочалося ввечері 23 лютого за вашингтонським часом. На засіданні постійний представник РФ при ООН Василь Небензя заявив: «Ми не чинимо агресію проти українського народу, а проти тієї хунти, яка захопила владу в Києві».

## Казус беллі

### Стаття 51 Статуту ООН
Відсилання президента Росії Володимира Путіна до статті 51 Статуту ООН рядом юристів розцінено як некоректне. Так, на думку професора Вашингтонського юридичного коледжу Американського університету Роберта Голдмана, це «кричущий приклад порушення центральних принципів світопорядку», а посилання на статтю 51 Статуту ООН для виправдання військових дій проти України, на його погляд, можна порівняти з тим, «якби ґвалтівник звинуватив жертву в агресії». Американський юрист, член Ради з міжнародних відносин Джон Беллінджер III вважає, що посилання на прохання про допомогу нібито суверенних ЛНР та ДНР не дозволяє Росії використовувати 51 статтю Статуту ООН, оскільки ця стаття дозволяє одній державі-члену ООН захистити іншу державу-член ООН. Швейцарський дослідник міжнародного права Нико Криш стверджує, що стаття 51 — це право на самооборону у виняткових випадках, в основному, коли напад на країну вже скоєно або ось-ось почнеться. Для інших ситуацій є Рада безпеки ООН та інші механізми вирішення конфліктів. Розмита загроза, якою на думку Володимира Путіна є НАТО, не може виправдати воєнних дій. Кріш нагадав, що на початку 2000 років, коли США намагалися ввести як обґрунтування для застосування військової сили концепцію «превентивної самооборони», більшість країн виступили проти такої інтерпретації й Росія була серед них .

### Неправдиві заяви про «денацифікацію» та геноцид
Як виправдання вторгнення президент Росії Володимир Путін використав хибне уявлення України як неонацистської держави та маніпулював пам'яттю про жертви СРСР у Другій світовій війні. Так, 15 лютого Путін заявив, що на Донбасі відбувається «геноцид». Ці звинувачення були широко відкинуті як необґрунтовані провідними світовими політиками та фахівцями. 24 лютого у своєму зверненні про початок вторгнення в Україну Володимир Путін назвав однією з цілей вторгнення «денацифікацію» України, а 25 лютого на нараді Ради Безпеки Росії назвав владу України «зграєю наркоманів та неонацистів».
Генеральний секретар ООН Антоніу Гутерріш відмовився вважати події на Донеччині геноцидом. Він заявив, що «геноцид — це злочин, який має чітке визначення, і використовувати його слід відповідно до міжнародного законодавства. Я думаю, це не той випадок». Канцлер Німеччини Олаф Шольц назвав заяву Путіна про геноцид «сміховинною». Геноцид на Донбасі відкидають також голова комісії ЮНЕСКО із запобігання геноциду Александр Гінтон, політолог та спеціаліст з ультраправих рухів Андреас Умланд.
Провідні світові дослідники історії (Джаред Мак-Брайд, Франсін Хірш, Тімоті Снайдер, Омер Бартов, Крістоф Дікман та інші) Другої світової війни, Голокосту, геноциду і нацизму опублікували в щотижневій газеті Jewish Journal заяву, що вказує на некоректність риторики про неонацизм, і підписане майже 150 істориками. Дії Володимира Путіна в ньому названі «цинічним зловживанням» терміном «геноцид», пам'яттю про Другу світову війну та про Голокост, покликаним прирівняти Україну до нацистського режиму та виправдати агресію Росії на її адресу. Текст у Jewish Journal свідчить, що автори не мають наміру ідеалізувати українську державу та суспільство і помічають у ньому окремі елементи ксенофобії, як і в будь-якій державі, однак це не виправдовує російську агресію щодо України. NBC News зазначає, що хоча в Україні є окремі воєнізовані неонацистські угруповання на кшталт полку «Азов», жодної широкої підтримки ультраправа ідеологія не має ні в уряді, ні в армії, ні на виборах: так, у ході парламентських виборів 2019 року ультраправі націоналістичні партії не зуміли отримати жодного місця у 450-місцевій Верховній раді. Як зазначає видання The Washington Post, «риторика боротьби з фашизмом глибоко резонує в Росії, оскільки вона принесла величезні жертви у боротьбі з нацистською Німеччиною під час Другої світової війни».
Окрему критику від президента України Володимира Зеленського викликав намір президента Росії Володимира Путіна «денацифікувати» країну, оскільки його родичі стали жертвами Голокосту . Політолог Андреас Умланд із цього приводу зазначає, що російськомовний єврей Зеленський із великим відривом виграв президентські вибори 2019 року, тоді як його опонентом був українець. Меморіальний музей жертв Голокосту в Освенцимі виступив із рішучим протестом з приводу звинувачень Зеленського у неонацизмі .
Меморіальний музей Голокосту у Вашингтоні зазначив, що єврейське населення України дуже сильно постраждало у Другій світовій війні, бувши практично повністю знищене нацистською Німеччиною, і висловило підтримку українському народу, включаючи тисячі людей, які пережили Голокост, а звинувачення в нібито проведеному в Україні геноциді необґрунтованими і кричущими".

### Загроза застосування ядерної зброї
Верховний представник Євросоюзу із закордонних справ та політики безпеки Жозеп Боррель, старший науковий співробітник Брукінгського інституту Майкл О'Генлон та віце-президент Associated Press Джон Данішевський розцінили слова Путіна про можливу відповідь на втручання у конфлікт як погрозу застосування ядерної зброї. Сергій Вальченко, редактор відділу газети «Московський комсомолець» висловив аналогічну думку.

## Реакції
Генеральний секретар НАТО Єнс Столтенберґ виступив із заявою, в якій засудив «безрозсудний і неспровокований напад Росії на Україну, який ставить під загрозу незліченну кількість мирних життів. І знову, попри наші неодноразові застереження та невтомні зусилля дипломатії, Росія обрала шлях агресії проти суверенної та незалежної країни».
Президент США Джо Байден оприлюднив заяву про те, що Росія почала «неспровокований і невиправданий напад» на український народ.
У заяві Байден говорить: «Президент Путін обрав навмисну війну, яка принесе катастрофічні втрати та людські страждання», — сказав він. «Тільки Росія несе відповідальність за смерть і руйнування, які принесе ця атака, і Сполучені Штати, їх союзники та партнери дадуть відповідь єдиним і рішучим способом. Світ буде притягувати Росію до відповідальності».
Коли з'явилася новина про це оголошення, генеральний секретар ООН Ґутерреш попросив Путіна зупинити вторгнення: «Президенте Путін, зупиніть свої війська від нападу на Україну. Дайте миру шанс, забагато людей уже загинуло».

## Назва «спеціальна воєнна операція»
Російська влада назвала війну Росії проти України «спеціальною воєнною операцією». Однак численні ЗМІ, включаючи російські, часто називають цю «спеціальну воєнну операцію» війною. Навіть найвищі російські владні чини, як от Путін та Лавров, називають цю «спеціальну воєнну операцію» війною.